# پروتئین کیناز بی
پروتئین کیناز بی (انگلیسی: Protein kinase B) که با نام Akt هم شناخته می‌شود، یک پروتئین کیناز اختصاصی سرین/ترئونین است که نقش مهمی در چندین فرایند سلولی نظیر سوخت‌وساز گلوکز، آپوپتوز، رشد سلولی، رونویسی ژنتیکی و کوچ سلولی ایفا می‌کند.
افزایش فعالیت Akt با بروز بسیاری از بدخیمی‌های سرطانی از جمله لوسمی حاد مغز استخوان (AML) در ارتباط است.
داروهای مهارکنندهٔ Akt نیز اخیراً جهت درمان برخی سرطان‌ها همچون نوروبلاستوما مورد توجه واقع شده‌است و پژوهش‌هایی در زمینهٔ تولید و بکارگیریِ این گروه از داروها در جریان است.

## انواع
- AKT1: از طریق جلوگیری از آپوپتوز، در بقای سلولی نقش دارد. این پروتئین نخستین بار به‌عنوان آنکوژن در ویروس «AKT8» کشف شد.[۳]
- AKT2: یک مولکول مهم سلولی در «مسیر سیگنال‌دهی انسولین» است و جهت انتقال گلوکز لازم است.
- AKT3: نقش آن هنوز به‌طور دقیق مشخص نشده‌است اما بیشتر در مغز بیان می‌شود. موش‌هایی که این پروتئین را ندارند، مغز کوچکی دارند.[۴]

## بیشتر بخوانید
- Los M, Maddika S, Erb B, Schulze-Osthoff K (May 2009). "Switching Akt: from survival signaling to deadly response". BioEssays. 31 (5): 492–5. doi:10.1002/bies.200900005. PMC 2954189. PMID 19319914.
- Quaresma AJ, Sievert R, Nickerson JA (2013). "Regulation of mRNA export by the PI3 kinase/AKT signal transduction pathway". Mol. Biol. Cell. 24 (8): 1208–21. doi:10.1091/mbc.E12-06-0450. PMC 3623641. PMID 23427269.